# Seven de Nueva Zelanda 2002
El Seven de Nueva Zelanda de 2002 fue la tercera edición del torneo de rugby 7, fue el quinto torneo de la temporada 2001-02 de la Serie Mundial Masculina de Rugby 7.
Se disputó en la instalaciones del Westpac Stadium de Wellington.

## Fase de grupos

### Grupo A
| Equipo             | Encuentros | Encuentros | Encuentros | Encuentros | Tantos  | Tantos    | Tantos     | Puntos |
| Equipo             | jugados    | ganados    | empatados  | perdidos   | a favor | en contra | diferencia | Puntos |
| ------------------ | ---------- | ---------- | ---------- | ---------- | ------- | --------- | ---------- | ------ |
| Nueva Zelanda      | 3          | 3          | 0          | 0          | 147     | 14        | 133        | 9      |
| Inglaterra         | 3          | 2          | 0          | 1          | 71      | 71        | 0          | 7      |
| Estados Unidos     | 3          | 1          | 0          | 2          | 61      | 71        | -10        | 5      |
| Papúa Nueva Guinea | 3          | 0          | 0          | 3          | 0       | 123       | -123       | 3      |

Nota: Se otorgan 3 puntos al equipo que gane un partido, 2 al que empate y 1 al que pierda

### Grupo B
| Equipo | Encuentros | Encuentros | Encuentros | Encuentros | Tantos  | Tantos    | Tantos     | Puntos |
| Equipo | jugados    | ganados    | empatados  | perdidos   | a favor | en contra | diferencia | Puntos |
| ------ | ---------- | ---------- | ---------- | ---------- | ------- | --------- | ---------- | ------ |
| Fiyi   | 3          | 3          | 0          | 0          | 142     | 14        | 128        | 9      |
| Gales  | 3          | 2          | 0          | 1          | 43      | 80        | -37        | 7      |
| Canadá | 3          | 1          | 0          | 2          | 47      | 72        | -25        | 5      |
| Tonga  | 3          | 0          | 0          | 3          | 26      | 92        | -66        | 3      |

### Grupo C
| Equipo     | Encuentros | Encuentros | Encuentros | Encuentros | Tantos  | Tantos    | Tantos     | Puntos |
| Equipo     | jugados    | ganados    | empatados  | perdidos   | a favor | en contra | diferencia | Puntos |
| ---------- | ---------- | ---------- | ---------- | ---------- | ------- | --------- | ---------- | ------ |
| Argentina  | 3          | 3          | 0          | 0          | 82      | 34        | 48         | 9      |
| Australia  | 3          | 2          | 0          | 1          | 50      | 24        | 26         | 7      |
| Japón      | 3          | 1          | 0          | 2          | 38      | 60        | -22        | 5      |
| Islas Cook | 3          | 0          | 0          | 3          | 15      | 67        | -52        | 3      |

### Grupo D
| Equipo    | Encuentros | Encuentros | Encuentros | Encuentros | Tantos  | Tantos    | Tantos     | Puntos |
| Equipo    | jugados    | ganados    | empatados  | perdidos   | a favor | en contra | diferencia | Puntos |
| --------- | ---------- | ---------- | ---------- | ---------- | ------- | --------- | ---------- | ------ |
| Sudáfrica | 3          | 2          | 0          | 1          | 103     | 29        | 74         | 7      |
| Samoa     | 3          | 2          | 0          | 1          | 93      | 35        | 58         | 7      |
| Francia   | 3          | 2          | 0          | 1          | 50      | 52        | -2         | 7      |
| China     | 3          | 0          | 0          | 3          | 12      | 142       | -130       | 3      |

## Fase Final

### Cuartos de final
| 9 de febrero | Sudáfrica | 28 - 0 | Australia |  |  |

| 9 de febrero | Nueva Zelanda | 78 - 0 | Gales |  |  |

| 9 de febrero | Samoa | 14 - 7 | Argentina |  |  |

| 9 de febrero | Inglaterra | 19 - 14 | Fiyi |  |  |

### Semifinal
| 9 de febrero | Sudáfrica | 26 - 10 | Nueva Zelanda |  |  |

| 9 de febrero | Samoa | 36 - 5 | Inglaterra |  |  |

### Final
| 9 de febrero | Sudáfrica | 17 - 14 | Samoa |  |  |

| Bandera de Sudáfrica   |
| Campeón Sudáfrica      |
| 1º título del circuito |